# Испанцы на Филиппинах

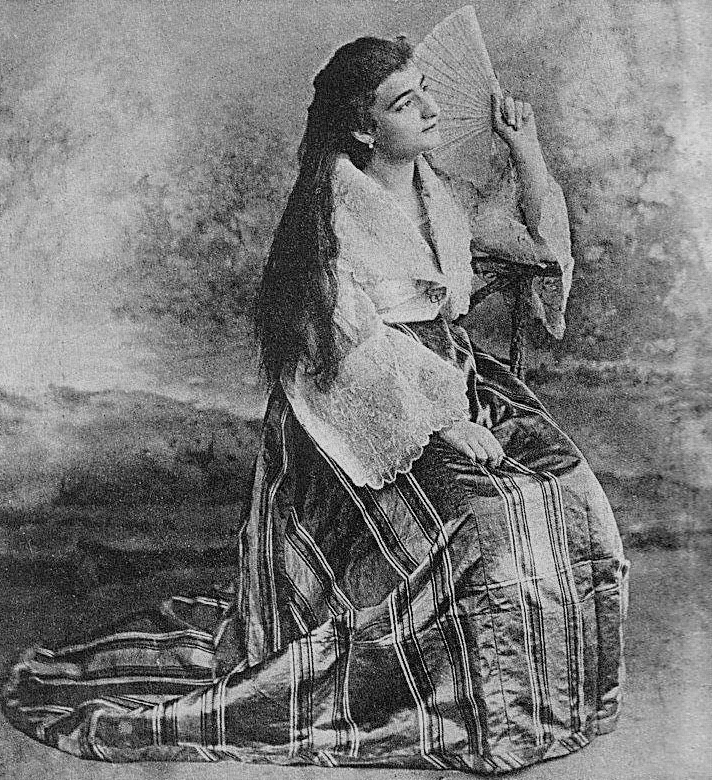
Испанская филиппинка-метиска в традиционном филиппинском платье Марии-Клары и традициях филиппинских женщин с длинными волосами в колониальную эпоху.

Испанские филиппинцы (исп. español filipino / hispano filipino / castellano filipino; чабак. conio; таг. Pilipinong Espanyól / Kastilà; филипп. Espanyol / Kastila / Tisoy / Konyo; англ. Spanish Filipinos; себ. Katsílà / Ispaniyul; хил. Katsílà / Espany) — это любые этнические группы, которые ведут свое происхождение от первых испанских поселенцев и более поздних прибывших из Испании или через Мексику, которые поселились на Филиппинах в период с XVI по XX века.
Испанские поселения на Филиппинах впервые появились в XVI веке, во время испанского колониального периода. Конкистадор Мигель Лопес де Легаспи основал первое испанское поселение в Себу в 1565 году, а позже в 1571 году сделал Манилу столицей Испанской Ост-Индии. Филиппинские острова названы в честь короля Испании Филиппа II и стали территорией вице-королевства Новая Испания, которая управлялась из Мехико до XIX века, когда Мексика получила независимость. С 1821 года Филиппинские острова управлялись непосредственно из Мадрида.

Филиппинцы называют испанцев Kastila (кастильцы) на малайский манер, от португальского названия бывшего Королевства Кастилия, ныне являющегося автономным сообществом Испании. Их также называют «Spanish Filipinos», «Español Filipino» и «Hispano Filipino». Они также упоминаются в разговорной речи как Tisoy, полученный из исп. mestizo.

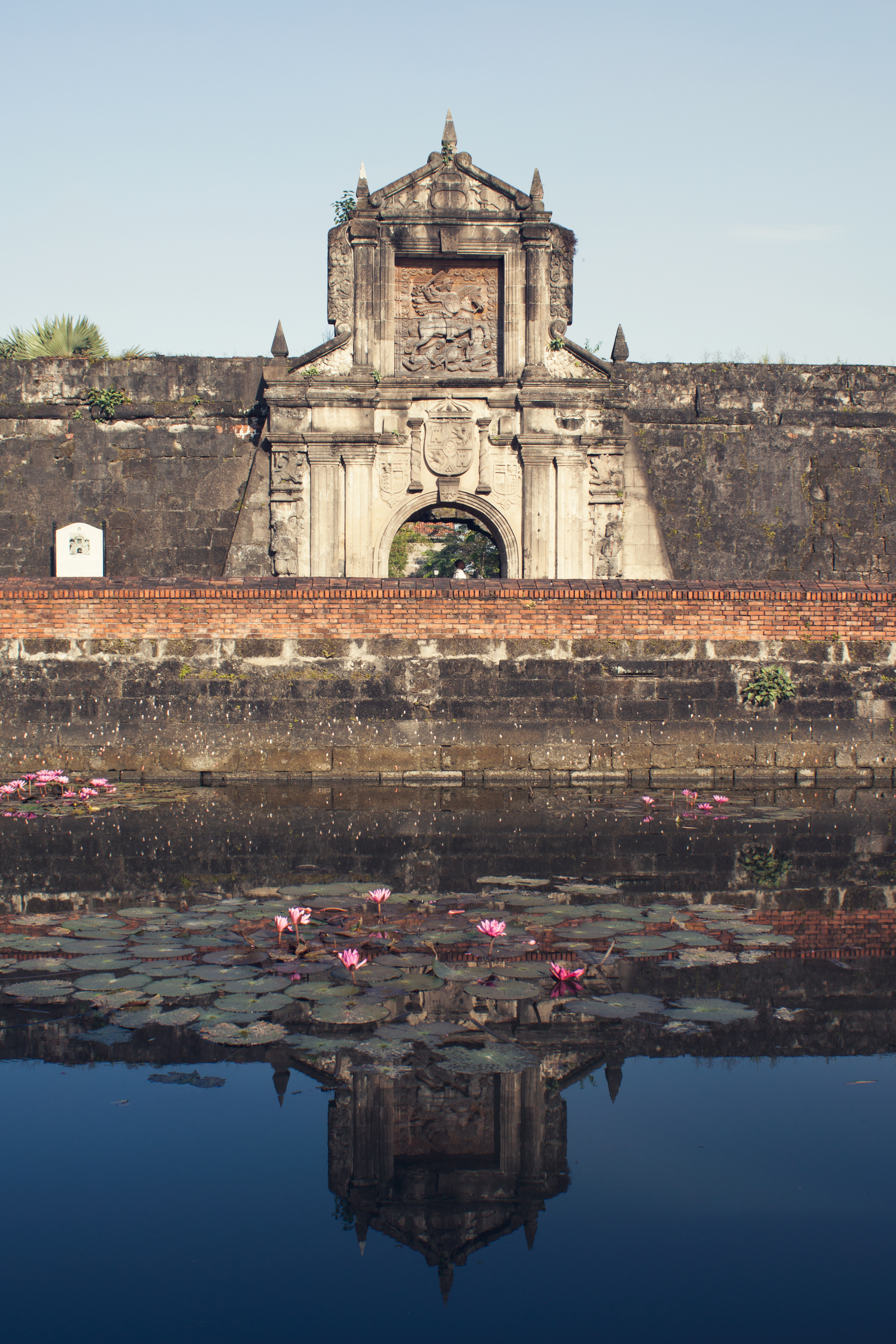
Форт Сантьяго

## Происхождение
Термин «испанский» в широком смысле относится к людям, нациям и культурам, исторически связанным с Испанией. Это обычно относится к странам, когда-то входившим в состав Испанской империи, особенно к странам Латинской Америки, Филиппинам, Экваториальной Гвинее и Испанской Сахаре. Испанская культура и испанский язык являются основными традициями.
Между 1565 и 1898 годами испанцы из Латинской Америки и Испании ходили на Филиппинские острова и обратно. Это способствовало ассимиляции выходцев из Латинской Америки в повседневное общество. Согласно исследованию 1818 года, проведенному известным немецким этнологом Федором Ягором под названием «Бывшие Филиппины глазами иностранцев», не менее одной трети жителей острова Лусон были потомками испанцев, в той или иной степени смешанных с выходцами из Южной Америки, Китая и Индии, и подавляющее большинство военнослужащих тогда имели латиноамериканское происхождение.

## История
История испанских Филиппин начинается с прибытия в 1521 году европейского исследователя Фернана Магеллана, возвращающегося в Испанию, что ознаменовало период, когда Филиппины были колонией Испании, и заканчивается началом Испано-Американской войны 1898 года.
Испанское завоевание 1565 года вызвало колонизацию Филиппинских островов, которая длилась 333 года. Филиппины были территорией вице-королевства Новой Испании до тех пор, пока предоставление независимости Мексике в 1821 году не потребовало прямого управления Филиппинами из Испании с того года. Ранние испанские поселенцы были в основном исследователями, солдатами, правительственными чиновниками, религиозными миссионерами и, среди прочего, родившимися в Испании и Мексике, которых звали Пенинсулярами (испанские мигранты, живущие в колонии) или Креолами (испанцы, родившиеся в колониях), которые поселились на островах со своими семьями и управляли колонией и большинством коренного населения. Некоторые из этих людей вступали в брак с коренным филиппинским (австронезийским / малайским / малайско-полинезийским) населением, в то время как большинство создавали семьи только внутри своего сообщества. Их следующее поколение, называемое исп. Insulares (испанцы, родившиеся на островах), стало местными городскими чиновниками и получило от правительства Испании асьенды (плантационные поместья). В некоторых провинциях, таких как Виган, Илоило, Себу, Пампанга и Замбоанга, испанское правительство поощряло иностранных купцов торговать с коренным населением, но им не предоставлялись определённые привилегии, такие как владение землей. В результате этого контакта социальные отношения между иностранными купцами и коренными жителями привели к образованию новой этнической группы. Эту группу называли метисами (лицами смешанной расы), которые родились от смешанных браков испанцев и торговцев с коренными филиппинцами (австронезийцами / малайцами / малайо-полинезийцами) туземцами. Некоторые из их потомков позже стали влиятельной частью правящего класса, например исп. Principalía (дворянство).
Испанцы внедрили стимулы, чтобы намеренно смешать различные расы, чтобы остановить восстание:  Необходимо поощрять общественное обучение всеми возможными способами, разрешать газеты, подлежащие либеральной цензуре, основать в Маниле колледж медицины, хирургии и фармации: чтобы разрушить барьеры, разделяющие расы, и объединить их все в одну. С этой целью испанцы, китайские метисы и филиппинцы будут допущены с полным равенством в качестве кадетов военного корпуса; налог на личные услуги должен быть отменен или установлен равный и общий налог, которому подлежат все испаноязычные. Этот последний план кажется мне более целесообразным, так как подушный налог уже установлен, и нецелесообразно пробовать новые налоги, когда речь идет о том, чтобы позволить стране управлять самостоятельно. Так как ежегодная дань неравна, средняя будет взята и установлена, следовательно, в пятнадцати или шестнадцати реалах за всю дань или, возможно, в одно песо в год с каждого взрослого. Это постановление приведет к увеличению дохода на 200 000 или 300 000 песо, и эта сумма должна быть отложена, чтобы дать толчок слиянию рас, благоприятствуя скрещенным бракам посредством приданого, предоставляемого незамужним женщинам следующим образом. Китайской женщине-метису, вышедшей замуж за филиппинца, дадут 100 песо; филиппинке, вышедшей замуж за китайского метиса, — 100 песо; китайской метиске, вышедшей замуж за испанца, 1000 песо; испанке, вышедшей замуж за китайского метиса, 2000 песо; филиппинке, вышедшей замуж за испанца, 2000 песо; испанке, вышедшей замуж за филиппинского вождя, 3000 или 4000 песо. Некоторые метисы и филиппинские алькальды должны быть назначены мэрами провинций. Будет приказано, чтобы, когда филиппинский вождь идет в дом испанца, он садился как равный последнему. Одним словом, с помощью этих и других средств представление о том, что они и кастильцы представляют собой два вида различных рас, должно быть стерто из умов туземцев, и семьи будут связаны браком таким образом, что, освободившись от кастильского господства, если какие-нибудь высокопоставленные филиппинцы попытаются изгнать или поработить нашу расу, они обнаружат, что она настолько переплетена с их собственной, что их план станет практически невыполнимым.
Мексиканцы европейского происхождения или метисы, известные как Américanos (американцы), также прибыли на Филиппины во время испанского колониального периода. Между 1565 и 1815 годами испанцы из Мексики и Испании отплыли на Филиппины и обратно в качестве правительственных чиновников, солдат, священников, поселенцев, торговцев, моряков и авантюристов на Манильских галеонах, помогая Испании в её торговле между Латинской Америкой и Филиппинскими островами.
Департамент статистики Филиппин не учитывает расовую принадлежность или происхождение человека. Официальная популяция всех типов филиппинских метисов, проживающих на Филиппинах и за их пределами, остается неизвестной.

### Испанская Ост-Индия

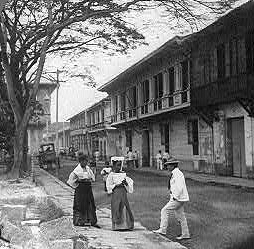
Улица Кабильдо, Интрамурос, Манила, 1890-е

Испанская Ост-Индия (исп. Indias orientales españolas) была испанскими территориями в Азиатско-Тихоокеанском регионе с 1565 по 1899 год. Она включали Филиппинские острова, Гуам и Марианские острова, Каролинские острова (Палау и Федеративные Штаты Микронезии), и временно части Формозы (Тайвань) и Молуккских островов (Индонезия). Себу был первой резиденцией правительства, позже перенесенной в Манилу. С 1565 по 1821 годы эти территории вместе с Испанской Вест-Индией управлялась через вице-королевство Новой Испании из Мехико.

### Генерал-капитанство Филиппины
Генерал-капитанство Филиппин (исп. Capitanía General de las Filipinas, филипп. Kapitanyang Heneral ng Pilipinas) было административным районом Испанской империи. Генерал-капитанство охватывало Испанскую Ост-Индию, которая включала современную страну Филиппины и различные владения островов Тихого океана, такие как Каролинские острова и Гуам. Оно было основано в 1565 году вместе с первыми постоянными испанскими поселениями.
На протяжении веков всеми политическими и экономическими аспектами капитанства в Мексике управляло вице-королевство Новой Испании, в то время как административные вопросы должны были обсуждаться с испанской короной или Советом Индий через Королевскую аудиенсию в Маниле. Однако в 1821 году, когда Мексика по итогам войны за независимость стала независимым государством, все управление Филиппинами перешло к Мадриду.

## Язык
В Азии Филиппины, бывшая колония Испании, были единственным испаноязычным суверенным государством. Испанский язык был лингва-франка страны с начала испанского правления в конце 1500-х годов до первой половины XX века. Он имел официальный статус почти полтысячелетия и оставался очень важным языком до середины XX века, прежде чем в 1987 году его понизили до факультативного языка.  По состоянию на 2010 год некоторые группы объединились, чтобы возродить язык и сделать его обязательным предметом в школах. Развитие спроса на испаноговорящих в сфере колл-центров и бизнес-аутсорсинга привело к его активизации. Из-за этого классы в Институте Сервантеса часто переполнены.

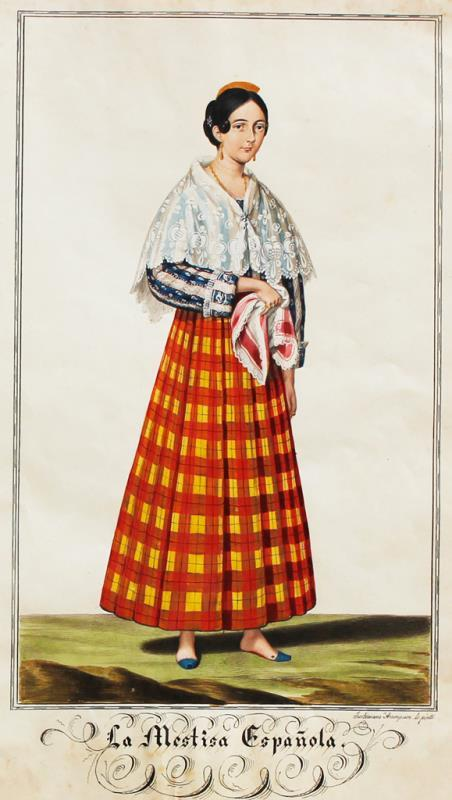
Метиска эспаньола (Испанская филиппинка) Хустиниана Асунсьона

Считается, что большинство филиппинцев испанского происхождения принадлежат к региональным этническим группам на Филиппинах, поскольку они говорят на своих региональных языках. Они также используют английский язык в общественной сфере, а также могут говорить на тагальском и других филиппинских языках. Испанский был, наряду с английским, одним из официальных языков на Филиппинах с испанского колониального периода до 1987 года, когда его официальный статус был отменен.
Только меньшинство филиппинцев испанского происхождения говорит по-испански. Некоторые филиппинцы испанского происхождения, особенно представители старшего поколения и недавние иммигранты, сохранили испанский язык в качестве разговорного. Кроме того, на чабакано (креольском языке, основанный в основном на испанской лексике) говорят на юге Филиппин, и он составляет один из большинства языков Замбоанга-дель-Сур, Замбоанга-дель-Норте, Замбоанга-Сибугай, Басилана и в основном сосредоточен в городе Замбоанга. На нем также могут говорить в некоторых частях северных Филиппин.
В соответствии с указом правительства Испании от 1849 года о проведении переписи населения филиппинцы (коренного происхождения) могут иметь испанские или испанские фамилии. Правительство распространило книгу фамилий для использования всеми филиппинцами.

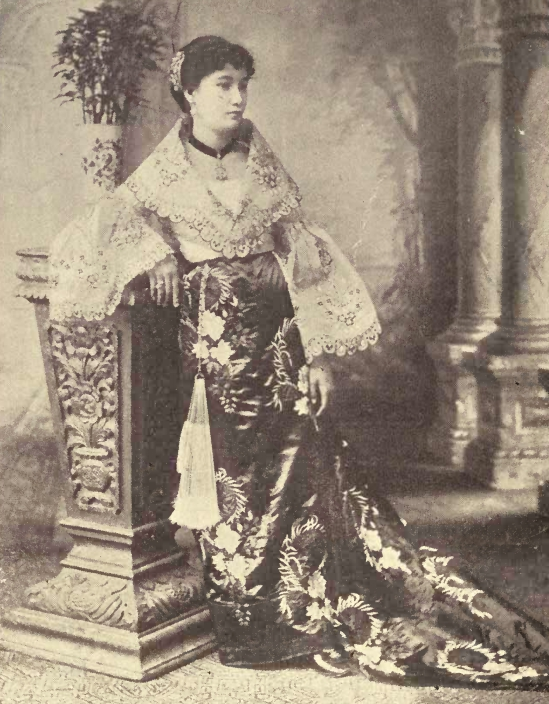
Испано-филиппинская метиска, 1899 год

### Филиппинский испанский
Филиппинский испанский (исп. Español Filipino, Castellano Filipino) — испанский диалект и вариант испанского языка, на котором говорят на Филиппинах. Филиппинский испанский очень похож на мексиканский испанский из-за эмиграции мексиканцев и испаноамериканцев в Испанскую Ост-Индию (Филиппины) во время торговли галеонами. На нем говорят в основном испанские филиппинцы, однако за последние несколько лет их количество сократилось.

### Чавакано
Чавакано или Чабакано (исп. и чабак. chabacano [ʧaβakano]) — контактный испанский креольский язык, на котором говорят на Филиппинах. Слово чабакано происходит из испанского, означающего «плохой вкус», «вульгарный», для языка чавакано, развитого в Кавите, Тернате, Замбоанге и районе Манилы Эрмита. Оно также происходит от слова chavano, придуманного жителями Замбоанги.
Развились шесть различных диалектов: замбоангеньо в городе Замбоанга, даваоэньо замбоангеньо / кастельяно абакай в городе Давао, тернатеньо в Тернате, кавитеньо в городе Кавите, котабатеньо в городе Котабато и эрмитеньо в Эрмите.
Чавакано — единственный в Азии креольский на испанской основе. Он существует уже более 400 лет, что делает его одним из старейших креольских языков в мире. Среди филиппинских языков это единственный неавстронезийский язык наряду с английским языком, но в отличие от литературного испанского и английского, подобно малайско-полинезийским языкам, он использует редупликацию.

## Социоэкономический статус
Филиппинцы испанского происхождения в настоящее время составляют большую часть высшего и среднего классов. Многие либо занимаются политикой, либо являются высокопоставленными руководителями в сфере торговли и промышленности, развлечений и спорта. Ряд элитных филиппинских семейных династий, политических семей и элитных кланов имеют испанское происхождение.
Они представлены на всех уровнях филиппинского общества и политически и экономически интегрированы в частный и государственный сектор.
Испанские филиппинцы присутствуют в нескольких секторах торговли и бизнеса на Филиппинах, и, по оценкам нескольких источников, компании, составляющие значительную часть филиппинской экономики, принадлежат испанским филиппинцам, такие как International Container Terminal Services Inc., Manila Water, Integrated Micro-Electronics, Inc., Ayala Land, Ynchausti y Compañia, Ayala Corporation, Aboitiz & Company, Union Bank of the Philippines, ANSCOR, Bank of the Philippine Islands, Globe Telecom, Solaire Resort & Casino и многие другие.

## Недавняя иммиграция
Согласно недавнему опросу, количество испанских граждан на Филиппинах, независимо от этнолингвистической принадлежности, составляло около 6300 человек, причем подавляющее большинство из них на самом деле были испанскими иммигрантами, но исключая филиппинских граждан испанского происхождения.

## Колониальная кастовая система

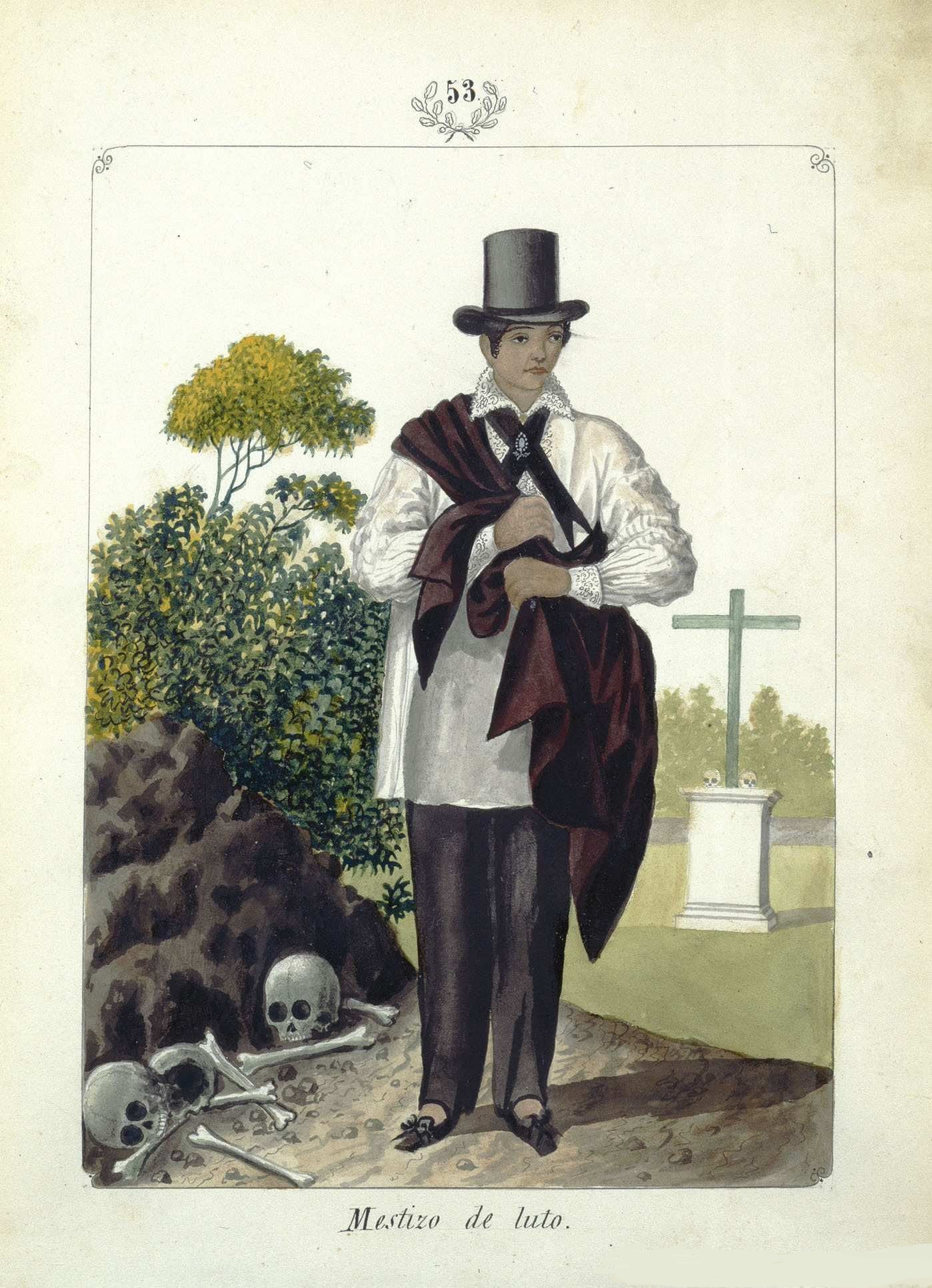
Метис де луто (Филиппинский метис) Хосе Онорато Лосано

Расовое смешение на Филиппинах произошло в основном во время испанского колониального периода с XVI по XIX века.
Коренное филиппинское население называлось Indios (индейцы).
| Термин             | Значение |
| ------------------ | --- |
| Индио              | человек чисто австронезийского (малайского / малайо-полинезийского) происхождения                                                |
| Негрито            | человек чисто аэта происхождения                                                                                                 |
| Сангли             | человек чисто китайского происхождения                                                                                           |
| Метис де сангли    | человек смешанного китайского и австронезийского (малайского / малайо-полинезийского) происхождения, также называется чино метис |
| Метис де эспаньоль | человек смешанного испанского и австронезийского (малайского / малайо-полинезийского) происхождения                              |
| Торнатрас          | человек смешанного испанского, австронезийского (малайского / малайо-полинезийского) и китайского происхождения                  |
| Филипино           | человек чисто испанского происхождения, родившийся на Филиппинах, также называется Insulares или Criollos (креолы)               |
| Американо          | креол, кастисо или метис, родившийся в испанской Америке                                                                         |
| Пенинсуларес       | человек чисто испанского происхождения, родившийся в Испании                                                                     |

Лицами, классифицированными как «бланко» (белые), были Filipino (лица, родившиеся на Филиппинах чисто испанского происхождения), peninsulares (лица, родившиеся в Испании чисто испанского происхождения), испанские метисы и tornatras. Манила была разделена по расовому признаку: «бланко» жили в обнесенном стеной городе Интрамурос, нехристианизированные сангли в Париане, христианизированные сангли и метисы де сангли в Бинондо, а остальные 7000 островов принадлежали индио, за исключением Себу и нескольких островов и других испанских территорий. Индио был общим термином, применяемым к коренным малайцам, малайско-полинезийскому народу, известному как австронезийские жители Филиппинского архипелага, но в качестве юридической классификации он применялся только к обращенным в христианство малайско-полинезийцам, которые жили в непосредственной близости от испанских колоний.
Лица, которые жили за пределами Манилы, Себу и крупных испанских постов, классифицировались следующим образом: «Naturales» были обращенными в христианство австронезийцами/малайцами/малайо-полинезийцами из равнинных и прибрежных городов. Нехристианизированные аэты и австронезийцы / малайцы / малайо-полинезийцы, жившие в городах, были классифицированы как «salvajes» (дикари) или «infieles» (неверные). «Remontados» (по-испански «находящийся в горах») и «tulisanes» (бандиты) были австронезийцами / малайцами / малайцами-полинезийцами и аэтами, которые отказались жить в городах и ушли в горы, которые считались живущими за пределами общественного строя, так как католицизм был движущей силой в повседневной жизни, а также определяющим социальный класс в колонии.
Лица чисто испанского происхождения, а также многие метисы и кастисо, живущие на Филиппинах и родившиеся в испанской Америке, были классифицированы как américanos. Несколько мулатов, родившихся в испанской Америке, живущих на Филиппинах, сохранили свою юридическую классификацию как таковую и иногда шли к américanos в качестве наемных слуг. Родившиеся на Филиппинах дети américanos были классифицированы как Filipinos. Родившиеся на Филиппинах дети-мулаты из Испанской Америки были классифицированы по отцовской линии происхождения.
Испанцы по закону классифицировали аэтов как negritos на основании их внешности. Слово «негрито» будет неправильно истолковано и использовано будущими европейскими учеными как этнорасовый термин сам по себе. Как христианизированные аэты, жившие в колонии, так и нехристианизированные, жившие в племенах за пределами колонии, были классифицированы как «негритосы». Христианизированным аэтам, которые жили в Маниле, не разрешалось въезжать в Интрамурос, и они жили в районах, предназначенных для индио.
Лица смешанного аэта и австронезийского / малайского / малайско-полинезийского происхождения были классифицированы на основе отцовского происхождения, происхождение отца определяло юридическую классификацию ребёнка. Если отец был негрито (аэта), а мать была индио (австронезийцем/малайо-полинезийцем), ребёнок классифицировался как «негритос». Если отец был индио, а мать — негрита, ребёнок классифицировался как индио. Лица аэта происхождения считались за пределами социального порядка, поскольку они обычно жили в племенах за пределами колонии и сопротивлялись обращению в христианство.
Эта правовая система расовой классификации, основанная на отцовском происхождении, не имела аналогов нигде в испанских колониях в Америке. Как правило, сын, рождённый от мужчины-сангли и женщины-индио или метиски де сангли, классифицировался как метис де сангли, все последующие потомки мужского пола были метисами де сангли, независимо от того, вышли ли они замуж за индио или метиса де сангли.
Система социальной стратификации, основанная на классе, которая существует и по сей день на Филиппинах, берет свое начало в испанской колониальной зоне с этой кастовой системой.
Система использовалась для целей налогообложения. Индио платили базовый налог, метисы де сангли платили вдвое больше базового налога, сангли платили в четыре раза больше базового налога, а белые (filipinos или peninsulares) не платили налога. Негритосы, жившие в колонии, платили такой же налог, как и индио.
Испанская колониальная кастовая система, основанная на расе, была отменена после обретения Филиппинами независимости от Испании в 1898 году, а слово «Filipino» расширилось и теперь включает все население Филиппин независимо от расовой принадлежности.

### Христианская доктрина
Христианская доктрина (исп. Doctrina Christiana) была ранней книгой римско-католического катехизиса, написанной в 1593 году монахом Хуаном де Пласенсиа, и считается одной из первых книг, напечатанных на Филиппинах.

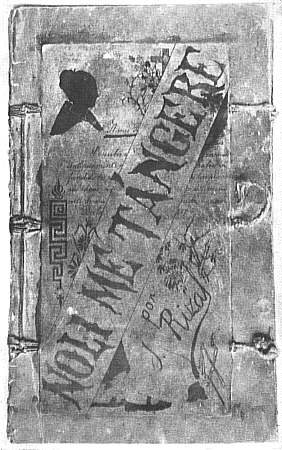
Оригинальная обложка Noli Me Tangere

### Не прикасайся ко мне
Не прикасайся ко мне (лат. Noli Me Tángere) — вымышленный роман, написанный Хосе Рисалем, одним из национальных героев Филиппин, в колониальную эпоху, чтобы разоблачить несправедливость испанских католических священников и правящего правительства.
Первоначально написанная на испанском языке, книга чаще всего издается и читается на Филиппинах либо на филиппинском, либо на английском языке. Вместе с его продолжением, El Filibusterismo, входит в обязательную школьную программу по всей стране.

### Флибустьеры
Флибустьеры (исп. El Filibusterismo), также известный под своим английским альтернативным названием The Reign of Greed  — второй роман, написанный Хосе Рисалем. Это продолжение Noli me tangere, написанный, как и первая книга, на испанском языке. Впервые он был опубликован в 1891 году в Генте.
Тёмная тема романа резко отличается от обнадеживающей и романтической атмосферы предыдущего романа, показывая, что персонаж Ибарра прибегает к решению проблем своей страны насильственными средствами после того, как его предыдущая попытка реформирования системы страны не дала никакого эффекта и казалась невозможной. Роман, как и его предшественник, был запрещен в некоторых частях Филиппин из-за изображения злоупотреблений и коррупции со стороны испанского правительства. Эти романы наряду с участием Рисаля в организациях, которые стремятся решить и реформировать испанскую систему и её проблемы, привели к изгнанию Рисаля в Дапитан и, в конечном итоге, к казни. И роман, и его предшественник, а также последнее стихотворение, теперь считаются литературными шедеврами.

### Последнее прощай
(Моё) Последнее прощай (исп. Mi Último Adiós) — это стихотворение, первоначально написанное на испанском языке Хосе Рисалем накануне его казни путём расстрела 30 декабря 1896 года. Это произведение было одним из последних его заметок перед смертью. Другое, написанное им, было найдено в его ботинке, но, поскольку текст был неразборчив, его содержание сегодня остается загадкой.